# Christoph-Kolumbus-Statue (Central Park, New York City)

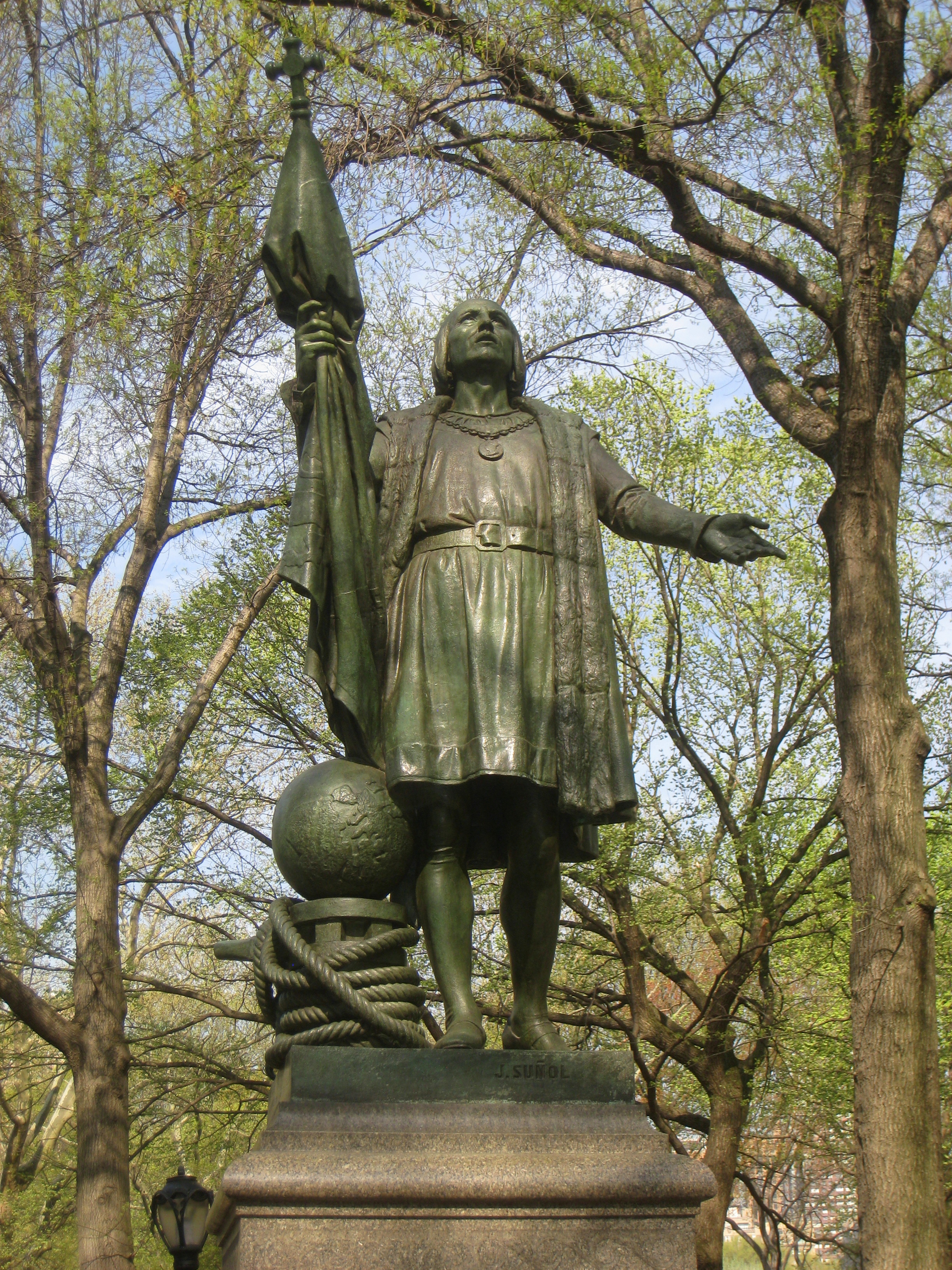
Statue des Christoph Kolumbus im New Yorker Central Park

Die Christoph-Kolumbus-Statue ist eine überlebensgroße Bronzefigur des in kastilischen Diensten segelnden italienischen Seefahrers Christoph Kolumbus. Das Werk des Bildhauers Jeronimo Suñol befindet sich im Central Park in New York City in den USA.

## Geschichte
Eine Columbus-Skulptur wurde von dem spanischen Skulpturisten Jeronimo Suñol (1839–1902) zunächst für ein nationales Monument in Spanien geschaffen. Die Statue steht seit 1892 auf der Plaza de Colón in Madrid auf einer hohen Säule und einem 17 m hohen Schmucksockel, der von Arturo Mélida y Alinari stammt; Suñols Statue ist 3,30 Meter hoch und aus Marmor.
Anlässlich der 400-Jahr-Feier der Landung von Kolumbus auf dem amerikanischen Kontinent hat Suñol eine ähnliche Bronzestatue fertigen lassen. Am 12. Mai 1894 wurde die Statue während einer Zeremonie, die vom Vorsitzenden des Skulpturenkomitees geleitet wurde, enthüllt. Unter den zahlreichen Gästen befanden sich auch der damalige Vizepräsident Adlai Ewing Stevenson senior sowie Thomas Francis Gilroy, der in dieser Zeit amtierende Bürgermeister der Stadt New York.

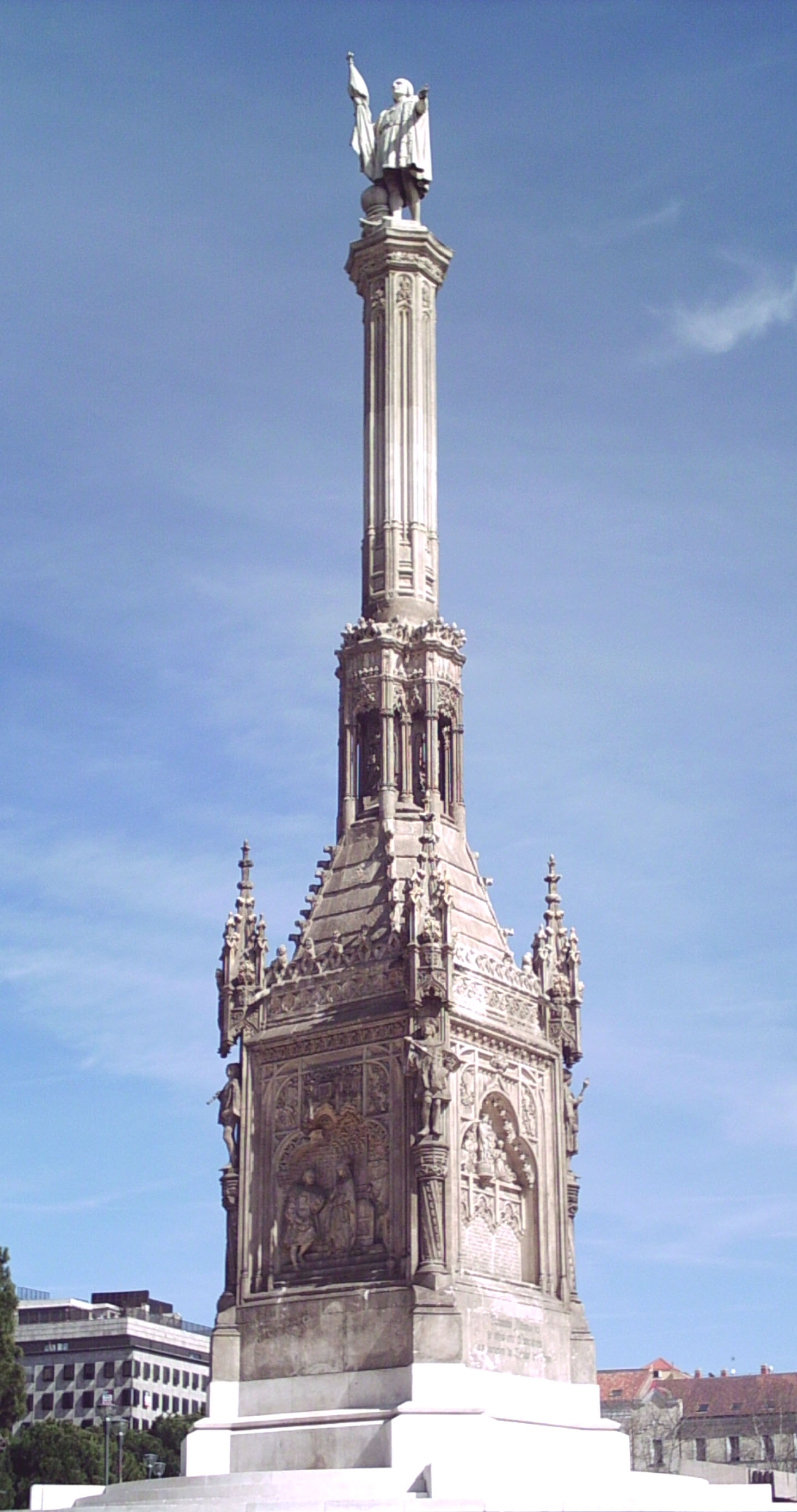
Columbus-Säule in Madrid

## Beschreibung
Die Skulptur wurde aus Bronze hergestellt. Sie ist ca. 2,1 Meter hoch und steht auf einem 2,4 Meter hohem Granitsockel. Kolumbus ist mit einem Mantel bekleidet, sein Blick ist leicht gen Himmel gewandt. In der rechten Hand trägt er die spanische Flagge mit einem Kreuz an der Spitze des Flaggenstocks. Die linke Hand ist seitlich ausgestreckt. An seiner rechten Seite befindet sich ein Globus an einem Seil.

## Kritik und weitere Kolumbus-Statuen
Während der zivilen Unruhen, die im Mai 2020 auf die Tötung von George Floyd folgten, wurde eine Reihe von Denkmälern, die man mit rassistischer Ungerechtigkeit verband, zerstört oder entfernt. Da sich die Proteste auf andere Formen der Verletzung der Menschenrechte erweiterten, wurden auch viele Statuen von Christoph Kolumbus in den Vereinigten Staaten aus dem öffentlichen Raum entfernt, da er und seine Gefolgsleute an Gräueltaten gegen amerikanische Ureinwohner beteiligt waren. Aktivisten kündigten beispielsweise an, die Statue von Kolumbus in San Francisco in die San Francisco Bay zu werfen. Um dies zu verhindern, ordnete die San Francisco Arts Commission mit Zustimmung der Bürgermeisterin London Breed einen Abbau der Statue an. Im Gegensatz dazu entschied die Stadt New York, mit Unterstützung von Bürgermeister Bill de Blasio und Gouverneur Andrew Cuomo, die Statue im Central Park und weitere Kolumbus-Statuen in New York mit der Begründung „Die Statuen drücken die Wertschätzung für den italienisch-amerikanischen Beitrag für New York aus“, vor Ort zu belassen. Die Central-Park-Statue wurde 2020 eingezäunt und ständig von Polizisten bewacht, um Vandalismus zu verhindern.
Zum Vergleich mit der Kolumbus-Statue im Central-Park wird nachfolgend eine Auswahl weiterer Bronzeskulpturen des Seefahrers in weiteren US-Städten wiedergegeben. Im Unterschied zur Skulptur im Central Park können diese jedoch nicht mehr öffentlich besichtigt werden, sondern sind sämtlich unter Verschluss eingelagert. Über deren weitere Verwendung liegen noch keine Entscheidungen vor (Stand 2021).

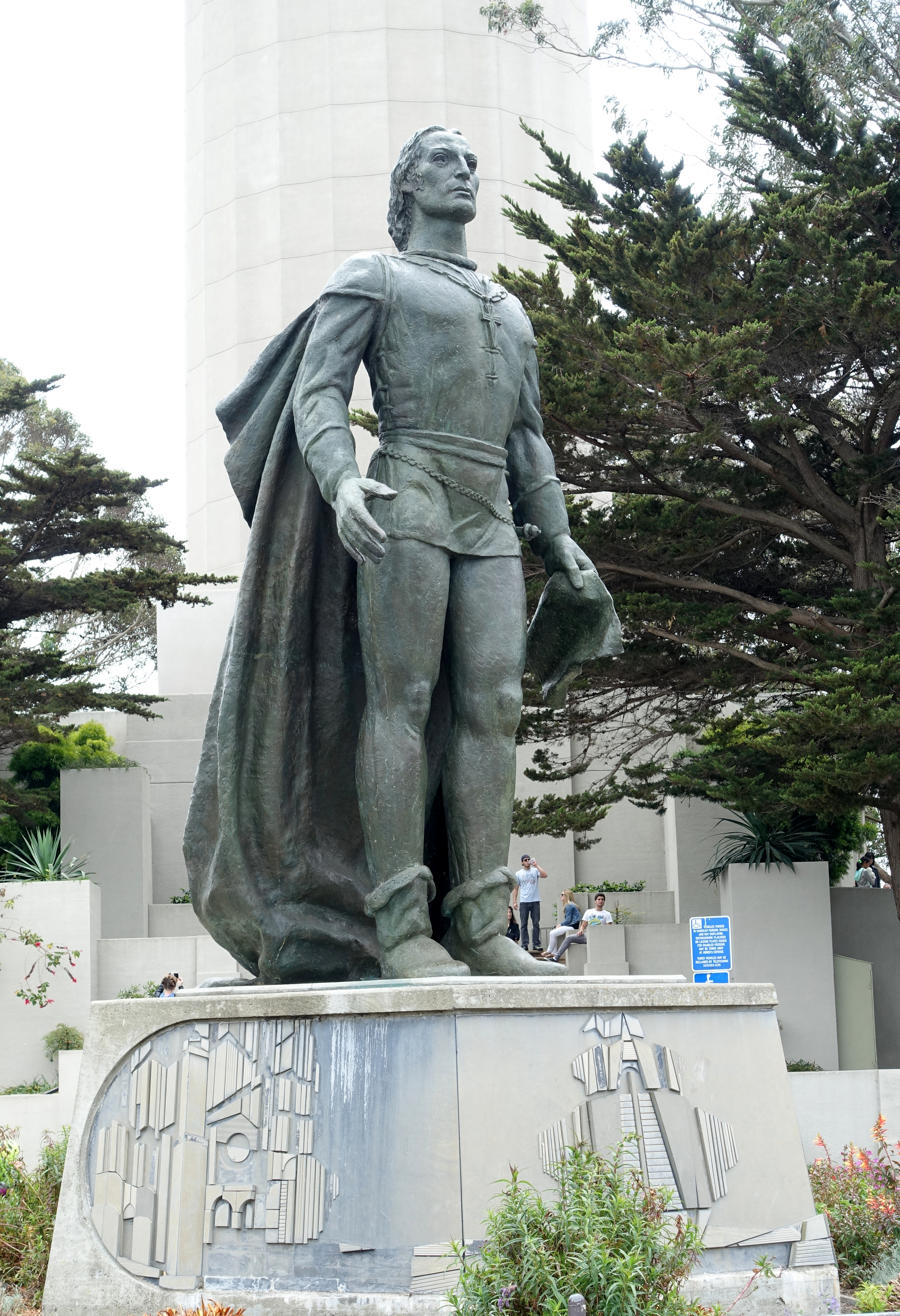
San Francisco
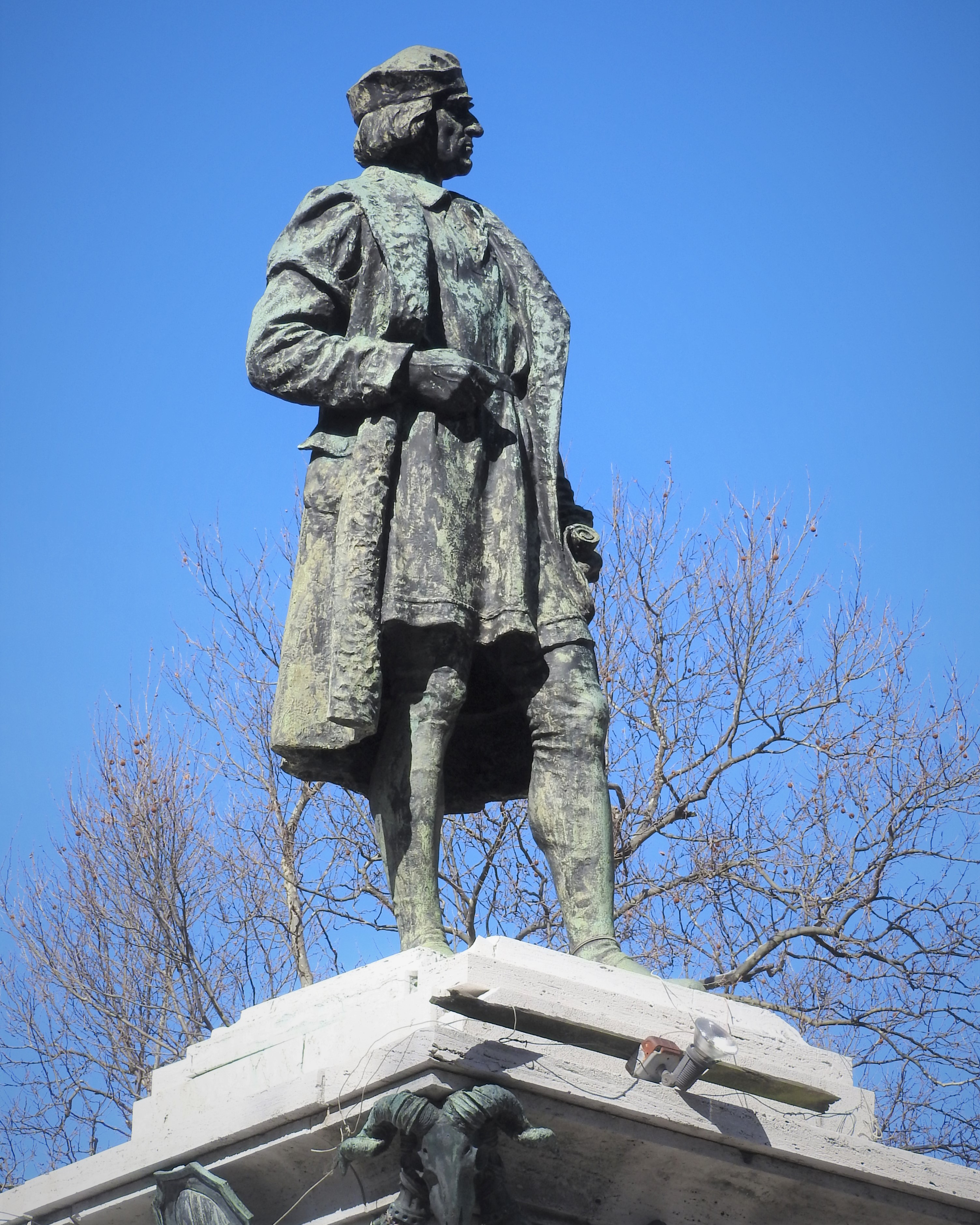
Newark
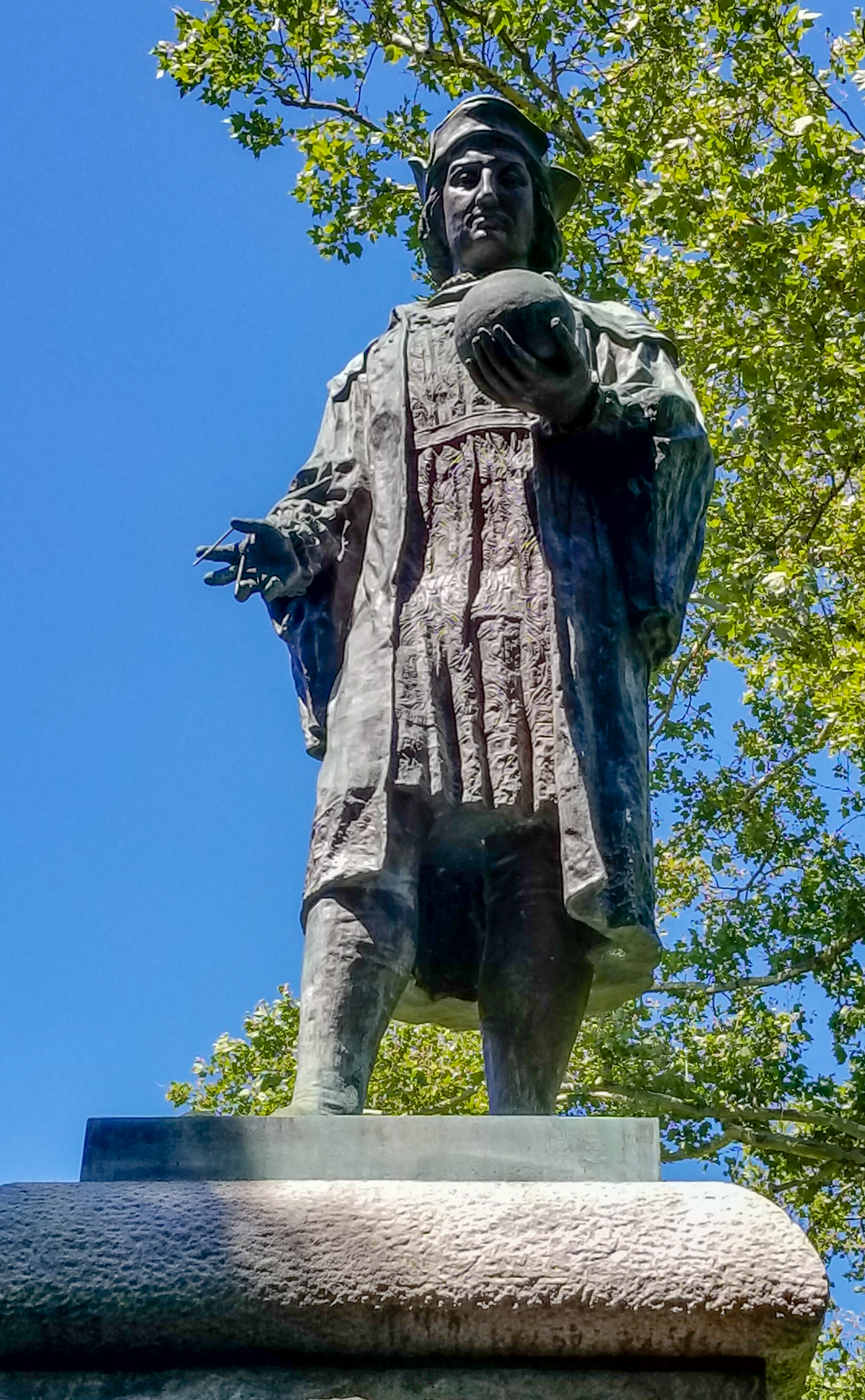
New Haven
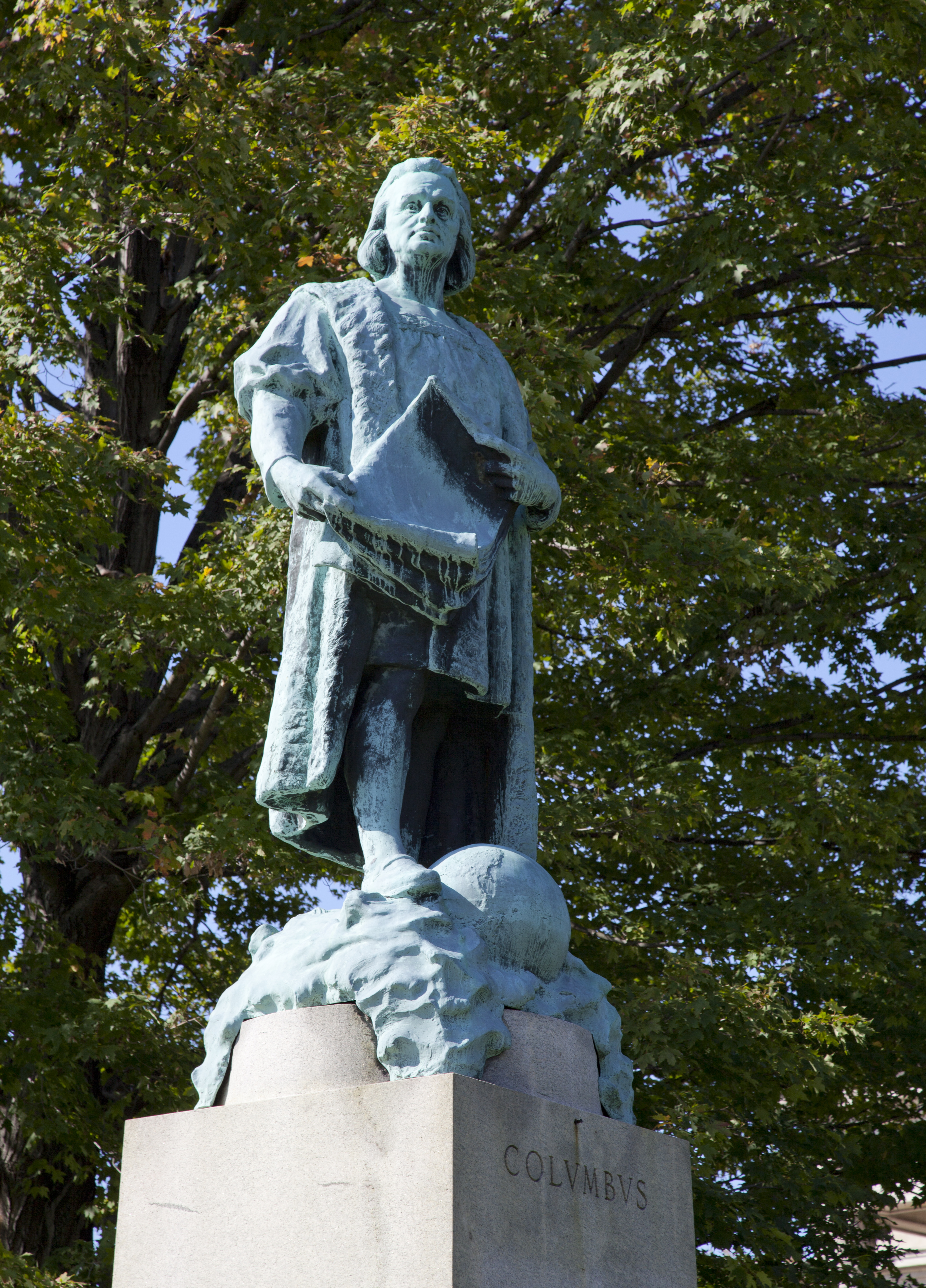
Hartford
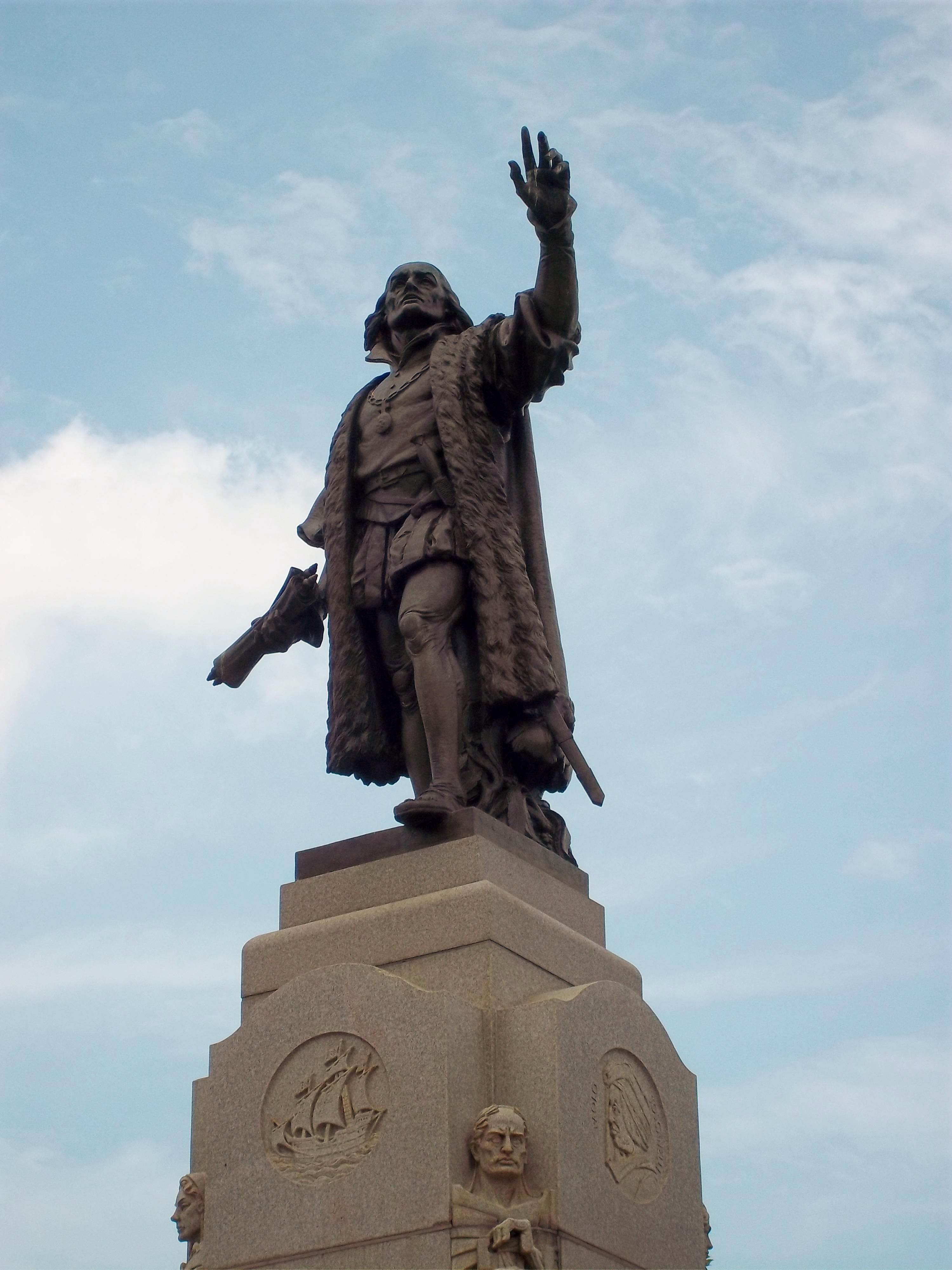
Chicago
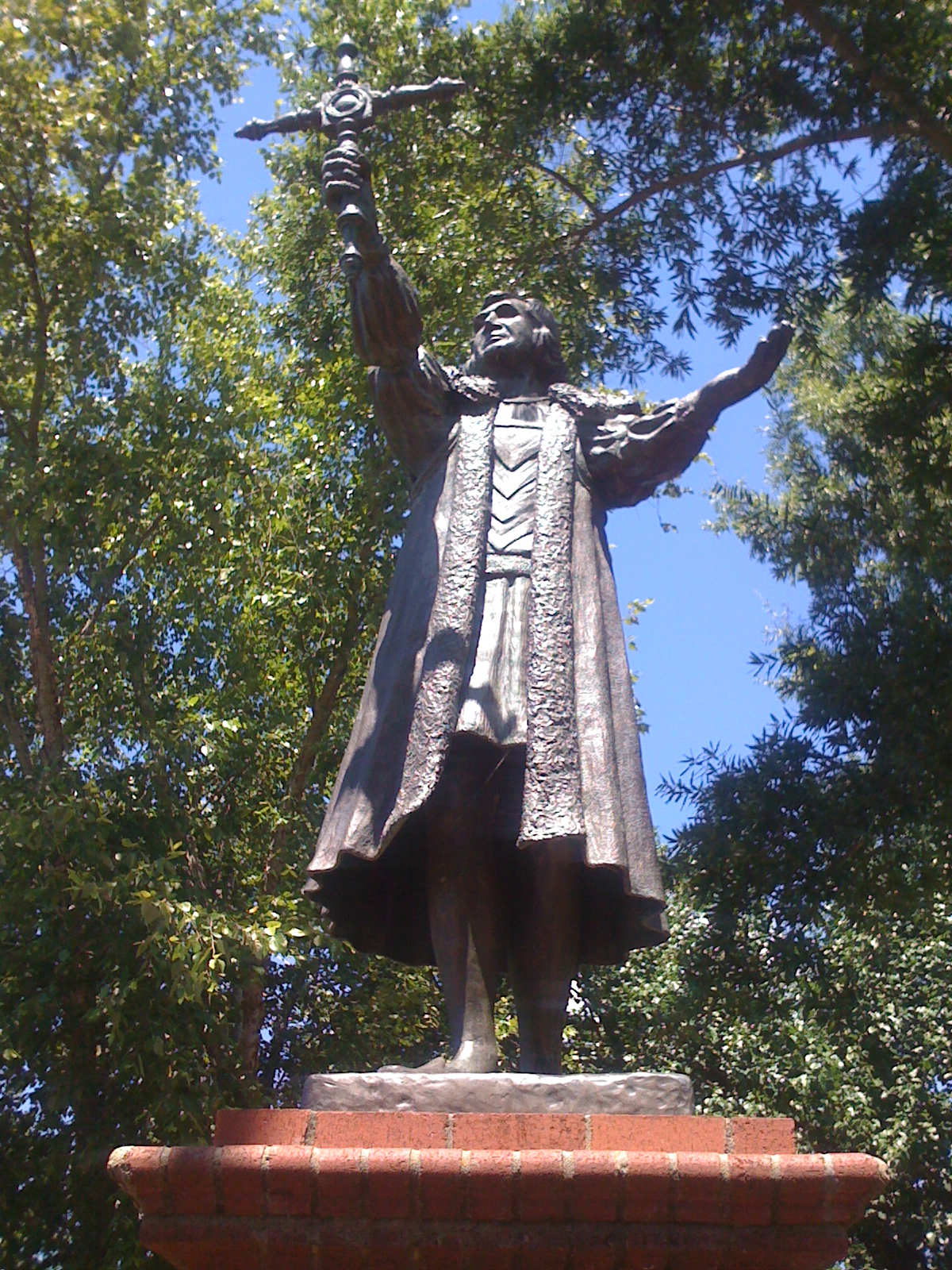
Columbia
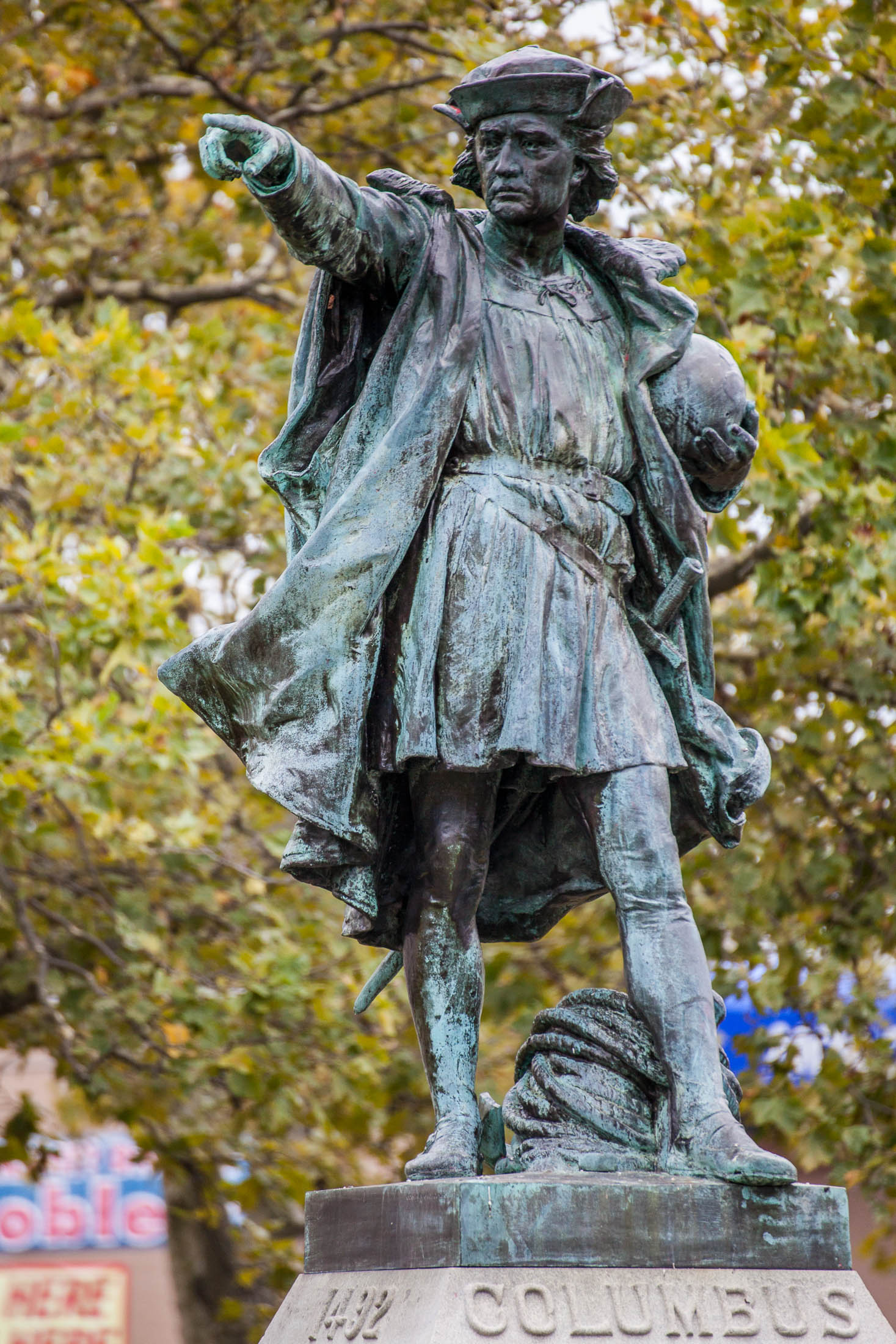
Providence